# Осінцево (Куйбишевський район)
Осінцево (рос. Осинцево) — присілок у Куйбишевському районі Новосибірської області Російської Федерації.
Входить до складу муніципального утворення Абрамовська сільрада. Населення становить 100 осіб (2010).

## Історія
Згідно із законом від 2 червня 2004 року органом місцевого самоврядування є Абрамовська сільрада.

## Населення
| 1926 | 2002 | 2007 | 2010 |
| ---- | ---- | ---- | ---- |
| 413  | ↘169 | ↘137 | ↘100 |